# Explorer 8
O Explorer 8 foi um satélite estadunidense de pesquisas da terra. Foi lançado em 3 de novembro de 1960 da Estação da Força Aérea de Cabo Canaveral, nos Estados Unidos, através de um foguete Juno II.
Durante sua atividade de 54 dias, ele confirmou a existência de hélio na atmosfera superior. O Explorer 8 saiu de órbita em 28 de março de 2012.

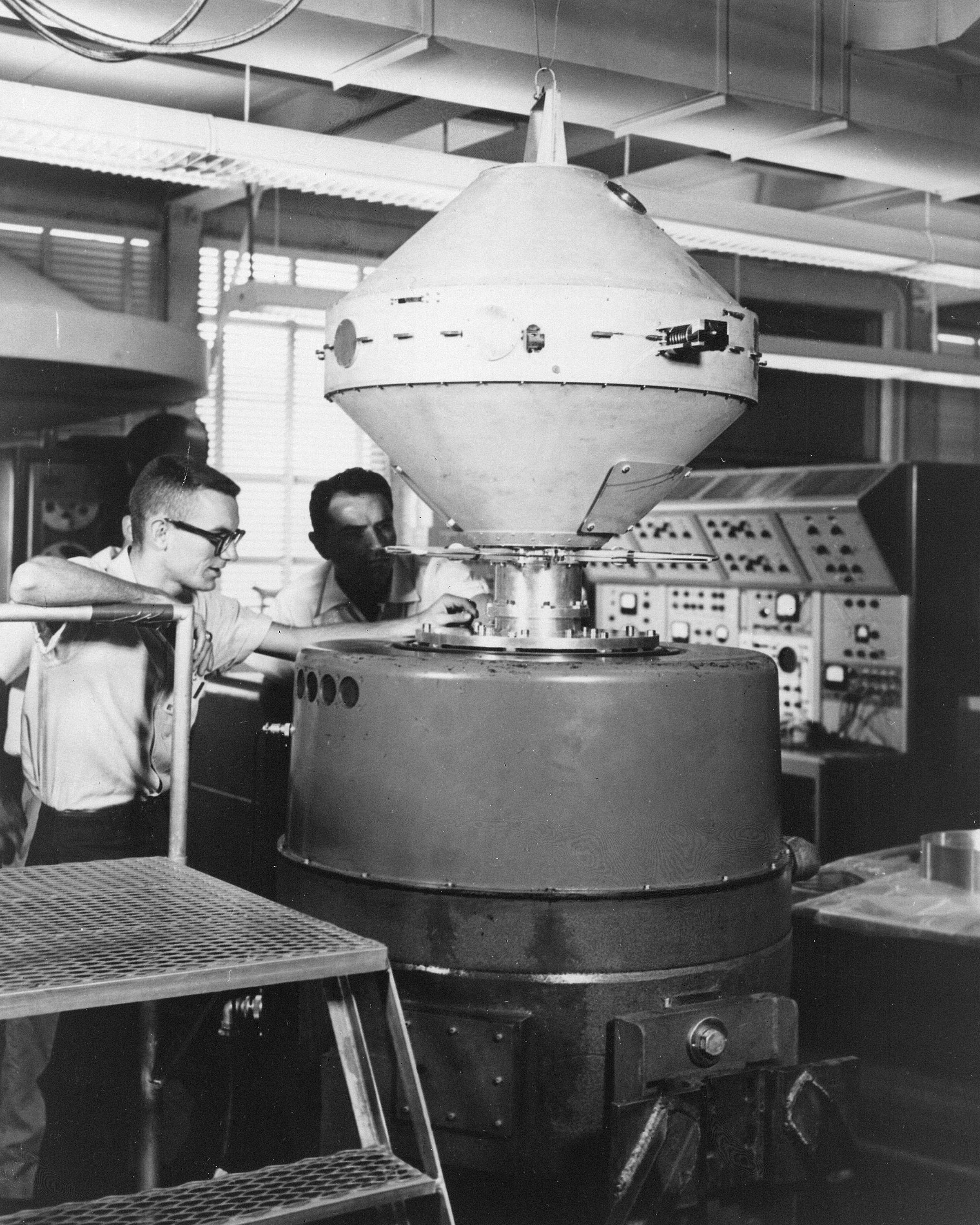
O satélite Explorer 8 sendo inspecionado